# 황산 전투 (936년)
황산 전투(荒山 戰鬪)는 일리천 전투에서 패주한 후백제군이 황산벌에서 치른 최후의 결전이다. 이 전투에서 신검이 항복하여 후백제는 멸망하고 후삼국의 통일이 이뤄졌다.